# Herrarnas scullerfyra i rodd vid olympiska sommarspelen 2000
Herrarnas scullerfyra i rodd vid olympiska sommarspelen 2000 avgjordes mellan den 17 och 23 september 2000.

## Medaljörer
| Gren        | Guld                                                                         | Silver                                                                    | Brons                                                             |
| Scullerfyra | Italien Agostino Abbagnale Alessio Sartori Rossano Galtarossa Simone Raineri | Nederländerna Jochem Verberne Dirk Lippits Diederik Simon Michiel Bartman | Tyskland Marco Geisler Andreas Hajek Stephan Volkert André Willms |

## Resultat

### Heat

#### Heat 1
| Placering | Roddare                                                                   | Land          | Tid     | Noteringar |
| --------- | ------------------------------------------------------------------------- | ------------- | ------- | ---------- |
| 1         | Marco Geisler, Andreas Hajek, Stephan Volkert, André Willms               | Tyskland      | 5:51,60 | Q          |
| 2         | Jochem Verberne, Dirk Lippits, Diederik Simon, Michiel Bartman            | Nederländerna | 5:54,57 | Q          |
| 3         | Karol Łazar, Sławomir Kruszkowski, Adam Bronikowski, Michał Wojciechowski | Polen         | 5:58,09 | Q          |
| 4         | Leonides Same, Eusebio Acea, Yoennis Hernandez, Yosbel Martinez           | Kuba          | 6:00,67 | R          |
| 5         | Liu Jian, Liang Hongming, Hua Lingjun, Li Yang                            | Kina          | 6:16,48 | R          |

#### Heat 2
| Placering | Roddare                                                                    | Land       | Tid     | Noteringar |
| --------- | -------------------------------------------------------------------------- | ---------- | ------- | ---------- |
| 1         | Peter Hardcastle, Jason Day, Stuart Reside, Duncan Free                    | Australien | 5:52,09 | Q          |
| 2         | Oleksandr Martjenko, Oleh Lykov, Oleksandr Zaskalko, Leonid Sjaposjnykov   | Ukraina    | 5:53,03 | Q          |
| 3         | Yvan Deslaviere, Guillaume Jeannet, Sébastien Vieilledent, Samuel Barathay | Frankrike  | 5:54,85 | Q          |
| 4         | Raphael Hartl, Horst Nußbaumer, Arnold Jonke, Norbert Lambing              | Österrike  | 5:59,41 | R          |

#### Heat 3
| Placering | Roddare                                                                 | Land    | Tid     | Noteringar |
| --------- | ----------------------------------------------------------------------- | ------- | ------- | ---------- |
| 1         | Agostino Abbagnale, Alessio Sartori, Rossano Galtarossa, Simone Raineri | Italien | 5:45,67 | Q          |
| 2         | Simon Stürm, Christian Stofer, Michael Erdlen, Andre Vonarburg          | Schweiz | 5:49,11 | Q          |
| 3         | Sean Hall, Ian McGowan, Nick Peterson, Jake Wetzel                      | USA     | 5:50,29 | Q          |
| 4         | Stijn Smulders, Arnaud Duchesne, luc Goiris, Bjorn Hendrickx            | Belgien | 5:56,79 | R          |

### Återkval

#### Återkval 1
| Placering | Roddare                                                         | Land      | Tid     | Noteringar |
| --------- | --------------------------------------------------------------- | --------- | ------- | ---------- |
| 1         | Leonides Same, Eusebio Acea, Yoennis Hernandez, Yosbel Martinez | Kuba      | 6:04,45 | Q          |
| 2         | Raphael Hartl, Horst Nußbaumer, Arnold Jonke, Norbert Lambing   | Österrike | 6:05,65 | Q          |
| 3         | Stijn Smulders, Arnaud Duchesne, luc Goiris, Bjorn Hendrickx    | Belgien   | 6:10,11 | Q          |
| 4         | Liu Jian, Liang Hongming, Hua Lingjun, Li Yang                  | Kina      | 6:16,80 |            |

### Semifinaler

#### Semifinal 1
| Placering | Roddare                                                                    | Land       | Tid     | Noteringar |
| --------- | -------------------------------------------------------------------------- | ---------- | ------- | ---------- |
| 1         | Marco Geisler, Andreas Hajek, Stephan Volkert, André Willms                | Tyskland   | 5:48,92 | A          |
| 2         | Peter Hardcastle, Jason Day, Stuart Reside, Duncan Free                    | Australien | 5:50,26 | A          |
| 3         | Simon Stürm, Christian Stofer, Michael Erdlen, Andre Vonarburg             | Schweiz    | 5:53,07 | A          |
| 4         | Yvan Deslaviere, Guillaume Jeannet, Sébastien Vieilledent, Samuel Barathay | Frankrike  | 5:54,68 | B          |
| 5         | Stijn Smulders, Arnaud Duchesne, luc Goiris, Bjorn Hendrickx               | Belgien    | 5:56,36 | B          |
| 6         | Karol Łazar, Sławomir Kruszkowski, Adam Bronikowski, Michał Wojciechowski  | Polen      | 6:02,11 | B          |

#### Semifinal 2
| Placering | Roddare                                                                  | Land          | Tid     | Noteringar |
| --------- | ------------------------------------------------------------------------ | ------------- | ------- | ---------- |
| 1         | Agostino Abbagnale, Alessio Sartori, Rossano Galtarossa, Simone Raineri  | Italien       | 5:44,08 | A          |
| 2         | Jochem Verberne, Dirk Lippits, Diederik Simon, Michiel Bartman           | Nederländerna | 5:47,80 | A          |
| 3         | Oleksandr Martjenko, Oleh Lykov, Oleksandr Zaskalko, Leonid Sjaposjnykov | Ukraina       | 5:48,15 | A          |
| 4         | Sean Hall, Ian McGowan, Nick Peterson, Jake Wetzel                       | USA           | 5:49,89 | B          |
| 5         | Raphael Hartl, Horst Nußbaumer, Arnold Jonke, Norbert Lambing            | Österrike     | 6:00,27 | B          |
| 6         | Leonides Same, Eusebio Acea, Yoennis Hernandez, Yosbel Martinez          | Kuba          | 6:01,39 | B          |

### Finaler

#### Final B
| Placering | Roddare                                                                    | Land      | Tid     | Noteringar |
| --------- | -------------------------------------------------------------------------- | --------- | ------- | ---------- |
| 1         | Sean Hall, Ian McGowan, Nick Peterson, Jake Wetzel                         | USA       | 5:49,76 |            |
| 2         | Karol Łazar, Sławomir Kruszkowski, Adam Bronikowski, Michał Wojciechowski  | Polen     | 5:51,79 |            |
| 3         | Stijn Smulders, Arnaud Duchesne, luc Goiris, Bjorn Hendrickx               | Belgien   | 5:54,17 |            |
| 4         | Yvan Deslaviere, Guillaume Jeannet, Sébastien Vieilledent, Samuel Barathay | Frankrike | 5:55,41 |            |
| 5         | Raphael Hartl, Horst Nußbaumer, Arnold Jonke, Norbert Lambing              | Österrike | 5:57,58 |            |
| 6         | Leonides Same, Eusebio Acea, Yoennis Hernandez, Yosbel Martinez            | Kuba      | 6:00,63 |            |

#### Final A
| Placering | Roddare                                                                  | Land          | Tid     | Noteringar |
| --------- | ------------------------------------------------------------------------ | ------------- | ------- | ---------- |
| 1         | Agostino Abbagnale, Alessio Sartori, Rossano Galtarossa, Simone Raineri  | Italien       | 5:45,56 |            |
| 2         | Jochem Verberne, Dirk Lippits, Diederik Simon, Michiel Bartman           | Nederländerna | 5:47,91 |            |
| 3         | Marco Geisler, Andreas Hajek, Stephan Volkert, André Willms              | Tyskland      | 5:48,64 |            |
| 4         | Peter Hardcastle, Jason Day, Stuart Reside, Duncan Free                  | Australien    | 5:50,32 |            |
| 5         | Simon Stürm, Christian Stofer, Michael Erdlen, Andre Vonarburg           | Schweiz       | 5:54,88 |            |
| 6         | Oleksandr Martjenko, Oleh Lykov, Oleksandr Zaskalko, Leonid Sjaposjnykov | Ukraina       | 5:55,12 |            |